# Archelao II di Comana
Archelao (in greco antico: Ἀρχέλαος?, Archélaos; fl. 55-47 a.C.), conosciuto nella storiografia moderna come Archelao II di Comana, è stato un sacerdote e sovrano cappadocico, gran sacerdote regnante della città-stato di Comana.

## Biografia
Archelao era figlio dell'omonimo Archelao I, gran sacerdote regnante sulla città-stato di Comana, in Cappadocia; alla morte del padre, avvenuta nel 55 a.C., Archelao gli succedette nella carica a capo del tempio di Bellona grazie all'appoggio del generale romano Gneo Pompeo Magno. Nel 51 a.C. Archelao finanziò dei rivoltosi contro il re di Cappadocia Ariobarzane III, ma fu costretto a smettere a causa dell'intervento del governatore romano della Cilicia Marco Tullio Cicerone.
Quando Pompeo Magno, protettore di Archelao, fu sconfitto da Gaio Giulio Cesare nel 48 a.C., il vincitore decise di deporre Archelao, che nel 47 a.C. fu sostituito dal nobile greco filo-cesariano Licomede.
Archelao sposò l'etera Glafira, dalla quale ebbe Archelao e, forse, anche un certo Sisine.